# 李濬 (襄城伯)
李濬（？—1405年），河南行省廬州路和州（今安徽省和縣）人，明朝軍事人物、靖難之役人物。襄城伯。
李濬繼承其父的洪武中燕山左護衛副千戶，在靖難之役時，跟從燕王朱棣奪取北京城九門。后在薊州、永平招募數千勇士，在真定擊敗中央軍，并佔領大寧。在鄭村壩之戰事，率領精兵突入陣地，眾人隨後跟從大勝。之後轉戰山東，為前鋒。在小河時，與中央軍倉猝相遇，於是率領敢死隊先斷河橋，直至朱棣率領大軍趕到后大敗中央軍。之後，累升都指揮使，封襄城伯，祿千石。永樂元年，鎮守江西，并平定永新盜亂。永樂三年去世。